# Liste der Biografien/Ux
Liste der Biografien |
Portal Biografien |
Personensuche
# |
A |
B |
C |
D |
E |
F |
G |
H |
I |
J |
K |
L |
M |
N |
O |
P |
Q |
R |
S |
T |
U |
V |
W |
X |
Y |
Z |
?
 
Ua |
Ub |
Uc |
Ud |
Ue |
Uf |
Ug |
Uh |
Ui |
Uj |
Uk |
Ul |
Um |
Un |
Uo |
Up |
Uq |
Ur |
Us |
Ut |
Uu |
Uv |
Uw |
Ux |
Uy |
Uz
Die Liste der Biografien führt alle Personen auf, die in der deutschsprachigen Wikipedia einen Artikel haben. Dieses ist eine Teilliste mit 6 Einträgen von Personen, deren Namen mit den Buchstaben „Ux“ beginnt.

## Ux

### Uxk
- Uxkull, Lucy (1861–1926), deutsch-amerikanische Schriftstellerin
- Uxkull, Woldemar Baron von (1860–1945), deutschbaltischer Mystiker und Schriftsteller
- Üxküll-Gyllenband, Alexandrine Gräfin von (1873–1963), deutsche Rot-Kreuz-Oberin
- Üxküll-Gyllenband, Friedrich Johann Emich von (1685–1768), deutscher Kirchenratspräsident der Markgrafschaft Baden-Durlach, erster Geheimer Rat, Hof- und Regierungsratspräsident
- Üxküll-Gyllenband, Nikolaus Graf von (1877–1944), WiderstandskämpferNikolaus Graf von Üxküll-Gyllenband (1877–1944)

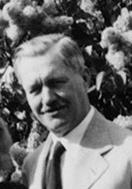
Nikolaus Graf von Üxküll-Gyllenband (1877–1944)

- Uxkull-Gyllenband, Woldemar Graf (1898–1939), deutscher Althistoriker